# Десет града-държави в Кипър
Десетте града-държави в Античен Кипър са древногръцки, гръко-финикийски и гръко-етеокиприотски държавици, посочени в записите върху глинените плочки на асирийския цар Асархадон в 673/2 г. пр.н.е.

## Списъци
Първите 10 града-държави са следните:.
- Пафос (Πάφος, гръцки)
- Саламин (Σαλαμίς, гръцки)
- Соли (Σόλοι, гръцки)
- Курион (Κούριον, гръцки)
- Китри (Χῦτροι, гръцки)
- Китион (Κίτιον, гръко-финикийски)
- Аматус (Ἀμαθούς, гръко-етеокиприотски)
- Идалион (Ἰδάλιον, гръко-етеокиприотски)
- Ледра (Λῆδραι, гръцки)
- Тамассос (Ταμασσός, гръцки)

По-късно към тях започват да се причисляват също и:
- Кирения (Κυρηνεία, гръцки)
- Лапетос (Λάπηθος, гръцки, за кратко гръко-финикийски)
- Марион (Μάριον, гръцки)